# Liste der Bodendenkmäler in Dachau
Auf dieser Seite sind die Bodendenkmäler in der oberbayerischen Großen Kreisstadt Dachau zusammengestellt. Diese Tabelle ist eine Teilliste der Liste der Bodendenkmäler in Bayern. Grundlage ist die Bayerische Denkmalliste, die auf Basis des Bayerischen Denkmalschutzgesetzes vom 1. Oktober 1973 erstmals erstellt wurde und seither durch das Bayerische Landesamt für Denkmalpflege geführt wird. Die folgenden Angaben ersetzen nicht die rechtsverbindliche Auskunft der Denkmalschutzbehörde.

## Bodendenkmäler in Dachau
| Lage       | Objekt | Akten-Nr.     | Bild |
| ---------- | --- | ------------- | ---- |
| (Standort) | Grabhügel vorgeschichtlicher Zeitstellung. | D-1-7634-0190 |      |
| (Standort) | Untertägige mittelalterliche und frühneuzeitliche Befunde und Funde im Bereich der katholischen Stadtpfarrkirche St. Jakob von Dachau und ihrer Vorgängerbauten.                                                                                       | D-1-7734-0059 |      |
| (Standort) | Burgstall des hohen Mittelalters mit zugehörigem Wirtschaftshof („Giglberg“). | D-1-7734-0081 |      |
| (Standort) | Verebnete Grabhügel vorgeschichtlicher Zeitstellung. | D-1-7734-0087 |      |
| (Standort) | Siedlung vor- und frühgeschichtlicher Zeitstellung. | D-1-7734-0088 |      |
| (Standort) | Verebnete Grabhügel und Körpergräber vor- und frühgeschichtlicher Zeitstellung. | D-1-7734-0092 |      |
| (Standort) | Teilabschnitt eines Bohlenweges vor- und frühgeschichtlicher Zeitstellung. | D-1-7734-0109 |      |
| (Standort) | Untertägige Befunde des ehem. Konzentrationslagers Dachau mit Häftlingslager und Kommandanturbereich (1933–1945). | D-1-7734-0110 |      |
| (Standort) | Untertägige mittelalterliche und frühneuzeitliche Befunde im Bereich von Schloss Dachau und seinen Vorgängerbauten mit zugehörigen Gartenanlagen. | D-1-7734-0120 |      |
| (Standort) | Untertägige mittelalterliche und frühneuzeitliche Siedlungsteile der historischen Marktsiedlung Dachau. | D-1-7734-0125 |      |
| (Standort) | Untertägige spätmittelalterliche und frühneuzeitliche Siedlungsteile der südöstlichen Markterweiterung von Dachau. | D-1-7734-0126 |      |
| (Standort) | Untertägige spätmittelalterliche und frühneuzeitliche Befunde im Bereich der abgegangenen Marktbefestigung von Dachau. | D-1-7734-0127 |      |
| (Standort) | Untertägige mittelalterliche und frühneuzeitliche Befunde und Funde im Bereich der katholischen Pfarrkirche St. Nikolaus und St. Maria von Mitterndorf und ihrer Vorgängerbauten.                                                                      | D-1-7734-0130 |      |
| (Standort) | Untertägige spätmittelalterliche und frühneuzeitliche Siedlungsteile der nördlichen Markterweiterung von Dachau. | D-1-7734-0140 |      |
| (Standort) | Abgegangenes Hofmarkschloss des späten Mittelalters und der frühen Neuzeit („Schloss Udlding“) mit zugehörigem Wirtschaftshof. | D-1-7734-0141 |      |
| (Standort) | Untertägige frühneuzeitliche Befunde und Funde im Bereich der katholischen Friedhofskapelle Hl. Kreuz in Dachau. | D-1-7734-0142 |      |
| (Standort) | Untertägige mittelalterliche und frühneuzeitliche Befunde und Funde im Bereich der katholischen Filialkirche St. Stephanus von Steinkirchen und ihrer Vorgängerbauten.                                                                                 | D-1-7734-0165 |      |
| (Standort) | Untertägige mittelalterliche und frühneuzeitliche Befunde im Bereich der Würmmühlkapelle und ihrer Vorgängerbauten. | D-1-7734-0167 |      |
| (Standort) | Untertägige mittelalterliche und frühneuzeitliche Befunde im Bereich der katholischen Pfarrkirche St. Ursula in Pellheim und ihrer Vorgängerbauten. | D-1-7734-0169 |      |
| (Standort) | Burgstall des Mittelalters und der frühen Neuzeit („Schloss Pellheim“). | D-1-7734-0171 |      |
| (Standort) | Untertägige spätmittelalterliche und frühneuzeitliche Befunde im Bereich der katholischen Filialkirche St. Leonhard in Webling. | D-1-7734-0173 |      |
| (Standort) | Untertägige mittelalterliche und frühneuzeitliche Befunde im Bereich der katholischen Filialkirche St. Laurentius von Etzenhausen und ihrer Vorgängerbauten.                                                                                           | D-1-7734-0175 |      |
| (Standort) | Archäologische Befunde im Bereich des SS-Schießplatzes Hebertshausen mit Exekutionsstätte (1941–1942). | D-1-7734-0180 |      |
| (Standort) | Untertägige Befunde im Bereich des ehem. SS-Übungs- und Ausbildungslagers des KZ Dachau (1933–1945) mit SS-Mannschaftsbaracken, Bauten der vorausgegangenen Munitionsfabrik, der SS-Porzellanmanufaktur Allach und Außenlager (Präzifix GmbH Werk II). | D-1-7734-0181 |      |
| (Standort) | Archäologische Befunde im Bereich eines Teilabschnitts des Schleißheimer Kanalsystems (Abschnitt des Dachau-Schleißheimer Kanals). | D-1-7734-0200 |      |
| (Standort) | Abgegangene Kapelle der frühen Neuzeit („Altöttinger Kapelle“). | D-1-7734-0203 |      |